# Населення Європи

Країни Європи за населенням у 2023 році:
Більше 100 мільйонів
Від 30 до 100 мільйонів
Від 10 до 30 мільйонів
Від 3 до 10 мільйонів
Від 1 до 3 мільйонів
Від 0,3 до 1 мільйона
Менше 300 тисяч

Приріст населення у 2021 році.

Чисельність населення Європи змінюється залежно від конкретного визначення кордонів Європи. У 2018 році загальна чисельність населення Європи становила понад 751 мільйон осіб. 448 мільйонів з них проживало в Європейському Союзі і 110 мільйонів в Європейській Росії; Росія є найбільш густонаселеною країною в Європі.
Приріст населення Європи низький, а його середній вік високий. Більша частина Європи перебуває в режимі субзамінної народжуваності, що означає, що кожне нове (народжене) покоління є менш населеним, ніж попереднє. Тим не менш, у більшості західноєвропейських країн населення все ще зростає, головним чином завдяки імміграції всередині Європи та з-за меж Європи, а в деяких – через збільшення тривалості життя та зростання населення. Деякі поточні та минулі фактори європейської демографії включали еміграцію, етнічні відносини, економічну імміграцію, зниження народжуваності та старіння населення.

## Історія
Приблизно 5 000–130 000 людей жили в Європі під час останнього льодовикового максимуму близько 20 000 років тому.
За словами Фолькера Гайда, археолога з Гельсінського університету, в неолітичній Європі в 3000 році до нашої ери жило до 7 мільйонів людей.
За словами археолога Йоганнеса Мюллера, населення Європи становило близько 1 мільйона близько 6500 року до н.е., але зросло до 8 мільйонів у 2000 році до нашої ери.

## Розселення

Густота населення (осіб/км²) країн світу, 2006 рік.

Європа заселена нерівномірно, головна смуга розселення людства на цьому континенті простягається з півночі на південь від Північної Ірландії через Англію, долину Рейну до Північної Італії (переривається в Альпах). У цій смузі зосереджено багато галузей промисловості та інтенсивне сільське господарство, сильно розвинена інфраструктура. Інша смуга проходить в широтному напрямку, від Бретані, вздовж річок Самбр і Маас через північ Франції до Німеччини (Рурська область). Саме в цьому регіоні зародилися промислові райони як явище, що призвело до підвищення природного приросту населення і притоку робочої сили. У цих двох смугах проживає близько 130 млн осіб, середня густота населення сягає 119 осіб/км². Досить висока густота населення характерна для ряду країн Центрально-Східної Європи, але розміщено воно нерівномірно, малозаселеними є гірські території і лісові масиви. Пересічна густота населення Польщі становить 127 осіб/км², максимальна — понад 300 осіб/км² (промислові райони Нижньої й Верхньої Сілезії); Чехії — 134 особи/км²; Словаччини — 112 осіб/км²; Угорщини — 111 осіб/км²; Сербії — 42 особи/км²; Чорногорії — 42 особи/км²; Словенії — 100 осіб/км²; Македонії — 4 особи/км²; Хорватії — 85 осіб/км²; Боснії і Герцеговині — 70 осіб/км². Чимало населення східної частини Південної Європи зосереджене на узбережжі Адріатичного моря. Серед країн Східної Європи високу густоту населення має Молдова — 130 осіб/км², Україна — 80 осіб/км².

## Населення Європи за країнами
Згідно з різними визначеннями, такими, як розгляд питання про концепцію Центральної Європи, такі території та регіони можуть бути суб'єктами не лише географічної категоризації.
Країни які знаходяться повністю в межах європи - позначені зеленим кольором (🟩).
Країни які мають як європейську, так і азійську частини - позначені жовтим кольором (🟨). Для них вказано лише площу в межах Європи.
Країни які мають як європейську, так і заокеанську частини - позначені синім кольором (🟦). Для них вказано лише площу в межах Європи.
Позначено червоним кольором (🟥) Косово  — частково визнана держава, територія Сербії наведена без урахування Косово.
Країни які не знаходяться на європейському континенті, але тісно пов'язані з європою економічно - позначено сірим кольором (⬜). Для них вказано лише площу в межах європи.
| #      | Країна               | Населення   | Густота  | Столиця          |
| ------ | -------------------- | ----------- | -------- | ---------------- |
| 1      | Албанія              | 3 200 523   | 125,2    | Тирана           |
| 2      | Андорра              | 82 403      | 146,2    | Андорра-ла-Велья |
| 3      | Вірменія             | 2 952 365   | 99,2     | Єреван           |
| 4      | Австрія              | 8 469 929   | 97,4     | Відень           |
| 5      | Азербайджан          | 9 100 000   | 97       | Баку             |
| 6      | Бельгія              | 10 574 595  | 336,8    | Брюссель         |
| 7      | Боснія і Герцеговина | 4 048 500   | 77,5     | Сараєво          |
| 8      | Білорусь             | 9 735 382   | 49,8     | Мінськ           |
| 9      | Болгарія             | 7 621 337   | 68,7     | Софія            |
| 10     | Швейцарія            | 7 507 000   | 176,8    | Берн             |
| 11     | Кіпр                 | 863 457     | 85       | Нікосія          |
| 12     | Чехія                | 10 256 760  | 130,1    | Прага            |
| 13     | Німеччина            | 82 551 851  | 233,2    | Берлін           |
| 14     | Данія                | 5 568 854   | 124,6    | Копенгаген       |
| 15     | Іспанія              | 46 061 274  | 89,3     | Мадрид           |
| 16     | Естонія              | 1 315 681   | 31,3     | Таллінн          |
| 17     | Фінляндія            | 5 357 537   | 15,3     | Гельсінкі        |
| 18     | Франція              | 65 165 983  | 109,3    | Париж            |
| 19     | Велика Британія      | 61 600 835  | 244,2    | Лондон           |
| 20     | Грузія               | 4 461 473   | 64       | Тбілісі          |
| 21     | Греція               | 11 245 343  | 80,7     | Афіни            |
| 22     | Угорщина             | 10 075 034  | 108,3    | Будапешт         |
| 23     | Ірландія             | 4 434 925   | 60,3     | Дублін           |
| 24     | Ісландія             | 304 261     | 2,7      | Рейк'явік        |
| 25     | Ізраїль              | 9 517 181   | 429,7    | Єрусалим         |
| 26     | Італія               | 60 051 711  | 191,6    | Рим              |
| 27     | Казахстан            | 20 843 754  | 8        | Астана           |
| 28     | Косово               | 1 602 515   | 146,9    | Пріштіна         |
| 29     | Ліхтенштейн          | 35 322      | 205,3    | Вадуц            |
| 30     | Литва                | 3 401 138   | 55,2     | Вільнюс          |
| 31     | Люксембург           | 472 569     | 173,5    | Люксембург       |
| 32     | Латвія               | 2 366 515   | 36,6     | Рига             |
| 33     | Монако               | 32 087      | 16 403,6 | Монако           |
| 34     | Молдова              | 3 834 547   | 131,0    | Кишинів          |
| 35     | Північна Македонія   | 2 054 800   | 81,1     | Скоп'є           |
| 36     | Мальта               | 408 009     | 1 257,9  | Валлетта         |
| 37     | Чорногорія           | 598 258     | 44,6     | Подгориця        |
| 38     | Нідерланди           | 16 518 199  | 393,0    | Амстердам        |
| 39     | Норвегія             | 4 725 116   | 14,0     | Осло             |
| 40     | Польща               | 38 125 478  | 121,9    | Варшава          |
| 41     | Португалія           | 10 709 995  | 110,1    | Лісабон          |
| 42     | Румунія              | 21 398 181  | 91,0     | Бухарест         |
| 43     | Росія                | 141 800 000 | 8.4      | Москва           |
| 44     | Сан-Марино           | 31 730      | 454,6    | Сан-Марино       |
| 45     | Сербія               | 9 963 742   | 109,4    | Белград          |
| 46     | Словаччина           | 5 422 366   | 111,0    | Братислава       |
| 47     | Словенія             | 2 012 917   | 95,3     | Любляна          |
| 48     | Швеція               | 9 290 113   | 19,7     | Стокгольм        |
| 49     | Хорватія             | 4 637 460   | 77,7     | Загреб           |
| 50     | Туреччина            | 75 886 256  | 93       | Анкара           |
| 51     | Україна              | 45 996 470  | 80,2     | Київ             |
| 52     | Ватикан              | 900         | 2 045,5  | Ватикан          |
| Усього |                      | 830 364 178 | 70       |                  |

## Населення Європи за роками
| Рік          | Населення   |
| ------------ | ----------- |
| 400 до н. е. | 19 000 000  |
| 200 до н. е. | 30 000 000  |
| 1            | 42 000 000  |
| 200          | 45 000 000  |
| 400          | 35 200 000  |
| 600          | 30 000 000  |
| 800          | 33 000 000  |
| 1000         | 50 000 000  |
| 1100         | 52 200 000  |
| 1200         | 57 600 000  |
| 1300         | 79 200 000  |
| 1340         | 88 000 000  |
| 1400         | 63 600 000  |
| 1500         | 85 000 000  |
| 1600         | 98 100 000  |
| 1700         | 128 575 000 |
| 1710         | 134 554 000 |
| 1720         | 140 516 000 |
| 1730         | 146 281 000 |
| 1740         | 152 398 000 |
| 1750         | 158 698 000 |
| 1760         | 165 129 000 |
| 1770         | 171 127 000 |
| 1780         | 178 189 000 |
| 1790         | 185 267 000 |
| 1800         | 195 292 000 |
| 1810         | 203 145 000 |
| 1820         | 217 073 000 |
| 1830         | 234 936 000 |
| 1840         | 257 033 000 |
| 1850         | 272 545 000 |
| 1860         | 293 712 000 |
| 1870         | 314 203 000 |
| 1880         | 345 230 000 |
| 1890         | 361 239 000 |
| 1900         | 383 311 000 |
| 1910         | 419 086 000 |
| 1920         | 427 525 000 |
| 1930         | 459 115 000 |
| 1940         | 499 064 000 |
| 1950         | 505 697 000 |
| 1960         | 560 932 000 |
| 1970         | 610 922 000 |
| 1980         | 645 427 000 |
| 1990         | 672 342 000 |
| 2000         | 675 249 000 |
| 2007         | 732 789 694 |